# Fisktjärnen (Vemdalens socken, Härjedalen)
Fisktjärnen är en sjö i Härjedalens kommun i Härjedalen och ingår i Ljusnans huvudavrinningsområde.